# Lytogaster cervenkae
Lytogaster cervenkae är en tvåvingeart som beskrevs av Clausen 1982. Lytogaster cervenkae ingår i släktet Lytogaster och familjen vattenflugor. Inga underarter finns listade i Catalogue of Life.